# Emblemariopsis pricei
Emblemariopsis pricei is een straalvinnige vissensoort uit de familie van snoekslijmvissen (Chaenopsidae). De wetenschappelijke naam van de soort is voor het eerst geldig gepubliceerd in 1975 door Greenfield.